# Phialodes
Phialodes är ett släkte av skalbaggar. Phialodes ingår i familjen rullvivlar.
Kladogram enligt Catalogue of Life:
| Phialodes | \| \| Phialodes distinctus \| \| \| \| \| \| Phialodes hilleri \| \| \| \| \| \| Phialodes rubripennis \| \| \| \| \| \| Phialodes rufipennis \| \| \| \| |
|           | \| \| Phialodes distinctus \| \| \| \| \| \| Phialodes hilleri \| \| \| \| \| \| Phialodes rubripennis \| \| \| \| \| \| Phialodes rufipennis \| \| \| \| |
|           | Phialodes distinctus |
|           | |
|           | Phialodes hilleri |
|           | |
|           | Phialodes rubripennis |
|           | |
|           | Phialodes rufipennis |
|           | |